# AP Columbae
AP Columbae är en ensam stjärna i den mellersta delen av stjärnbilden Duvan. Den har en skenbar magnitud av ca 12,96 och kräver ett teleskop för att kunna observeras. Baserat på exakta observationer av stjärnans relativa rörelse i förhållande till bakgrundsstjärnorna under ett jordår beräknas den befinna sig på ett avstånd av ca 28 ljusår (ca 8,7 parsek) från solen. Den rör sig bort från solen med en heliocentrisk radialhastighet på ca 26 km/s.
Stjärnan har studerats under de senaste 15 åren och är nyligen upptäckt som att vara mycket ung och nära jorden.  Den har erkänts som den närmaste unga stjärnan till jorden.

## Egenskaper
AP Columbae är en röd stjärna i inledningen av huvudserien av spektralklass M4.5 Ve. Den har en massa som är ca 0,25 solmassor och har ca 0,0004 gånger solens utstrålning av energi från dess fotosfär vid en effektiv temperatur av ca 3 300 K.
AP Columbae identifierades 1995 som en flarestjärna och upptäcktes 1999 som en stark röntgenkälla under en studie av ljusa infraröda punktkällor från 2MASS-katalogen som inte hade en optisk motsvarighet. En av anledningarna till en frånvaro av en motsvarighet skulle vara en stor egenrörelse, som tenderar att korrelera med närhet. Fotometri och spektra tagna under det arbetet gav en uppskattning av stjärnans inneboende luminositet, vilket gjorde att man kunde uppskatta avståndet till cirka 6,1 parsek.

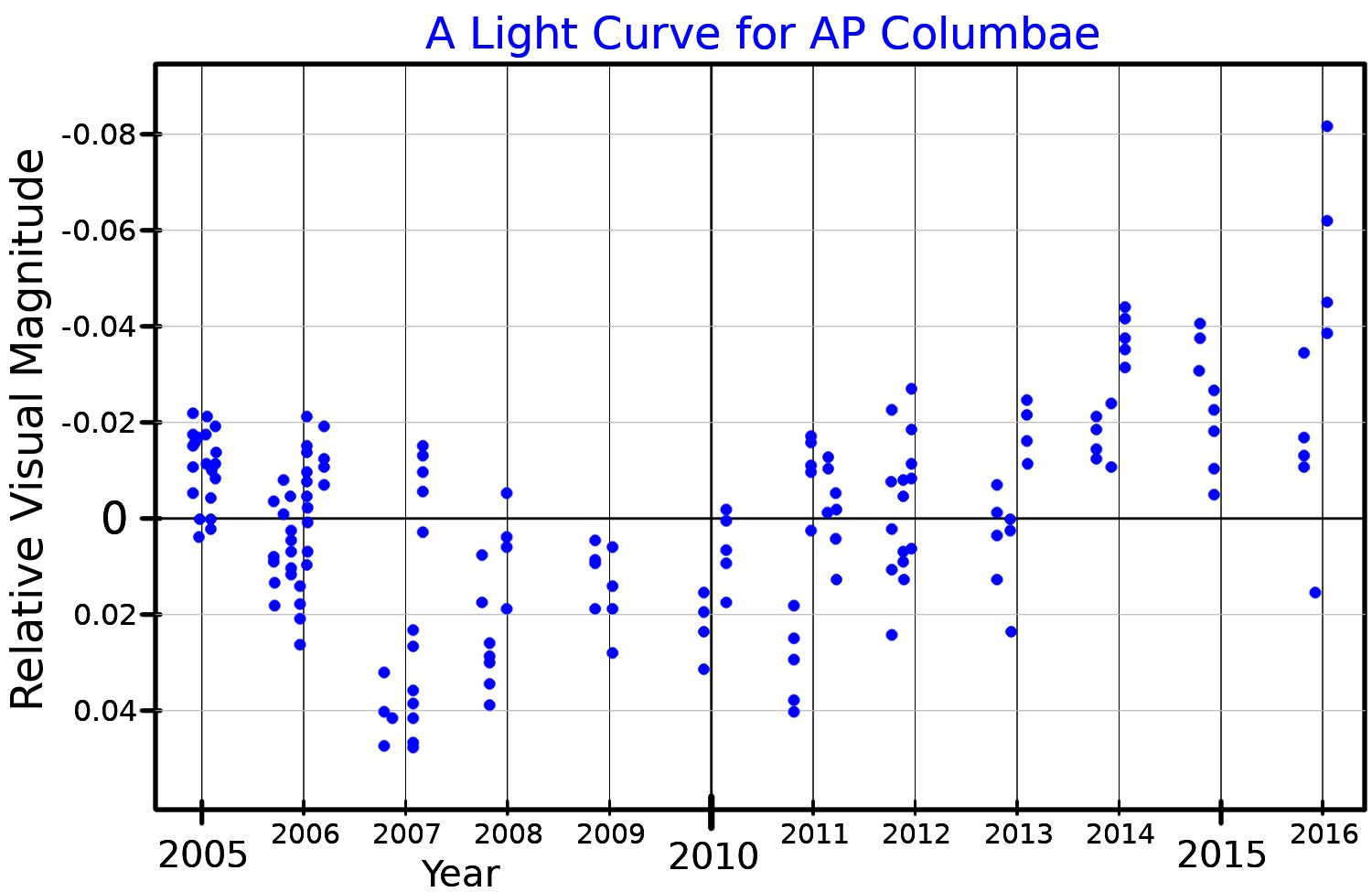
En visuell bandljuskurva för AP Columbae, anpassad från Clements m.fl. (2017)

AP Columbae tillhör den klass av stjärnor som kallas UV Ceti flarestjärnor. Dessa är unga stjärnor med låg massa, som är starka källor till röntgenstrålning och har frekventa stjärnfläckar. De senare är ungefär som solfläckar men är mycket ljusare jämfört med stjärnans vilande ljusstyrka - ljusstyrkan hos AP Columbae kan öka så mycket som 10 gånger under de största utbrotten.